# Srećni princ (film iz 2018)
Srećni princ je biografski drama film iz 2018. godine, o Oskaru Vajldu, koji je napisao, režirao i u kom je glavnu ulogu odigrao Rupert Everet. Ovaj film je njegov režiserski debi. U filmu igraju Everet, Kolin Fert, Kolin Morgan, Emili Votson, Tom Vilkinson i Edvin Tomas. Premijerno je prikazan na filmskom festivalu Sandens 2018. godine, i prikazan je na BFI Fler, londonskom LGBT filmskom festivalu 2018. Na devetom Magritte Awards festivalu, dobio je nominaciju u kategoriji Najbolji strani film.
Naslov filma aludira na Vajldovu kolekciju priča za decu, Srećni princ i druge priče, koje je Vajld čitao svojoj deci. Film je objavljen u Italiji 12. aprila 2018, u Velikoj Britaniji 15. juna 2018. i u Sjedinjenim Američkim Državama 10. oktobra 2018. godine.

## Uloge
- Rupert Everet kao Oskar Vajld [6]
- Kolin Fert  kao Redži Tarner
- Kolin Morgan  kao lord Alfred "Bosi" Daglas [7]
- Emili Votson kao Konstanca Lojd
- Tom Vilksinson  kao otac Dun
- Ana Čanselor kao gospođa Arbutnot
- Edvin Tomas  kao Robi Ros
- Beatriče Dejl  kao menadžerka kafića
- Džulijam Vedham kao gospdin Arbutnot
- Džon Standing  kao doktor Taker
- Andre Penvrn  kao gospodin Duprijer
- Tom Koli  kao Moris Gilbert
- Stefan M. Gilbert  kao Pejn
- Alister Kameron  kao gospodin Hauard
- Bendžamin Voisin  kao Džin